# Gonioctena notmani
Gonioctena notmani är en skalbaggsart som först beskrevs av Schaeffer 1924.  Gonioctena notmani ingår i släktet Gonioctena och familjen bladbaggar. Inga underarter finns listade i Catalogue of Life.